# 印西牧原站
印西牧原站（日语：／ Inzai-Makinohara eki */?）是一由北總鐵道所管理經營的鐵路車站，位於日本千葉縣印西市原一丁目，是北總線沿線車站之一。
車站由第三種鐵道事業者千葉新城鐵道興建及管有，但實際營運則由第二種鐵道事業者北總鐵道負責。

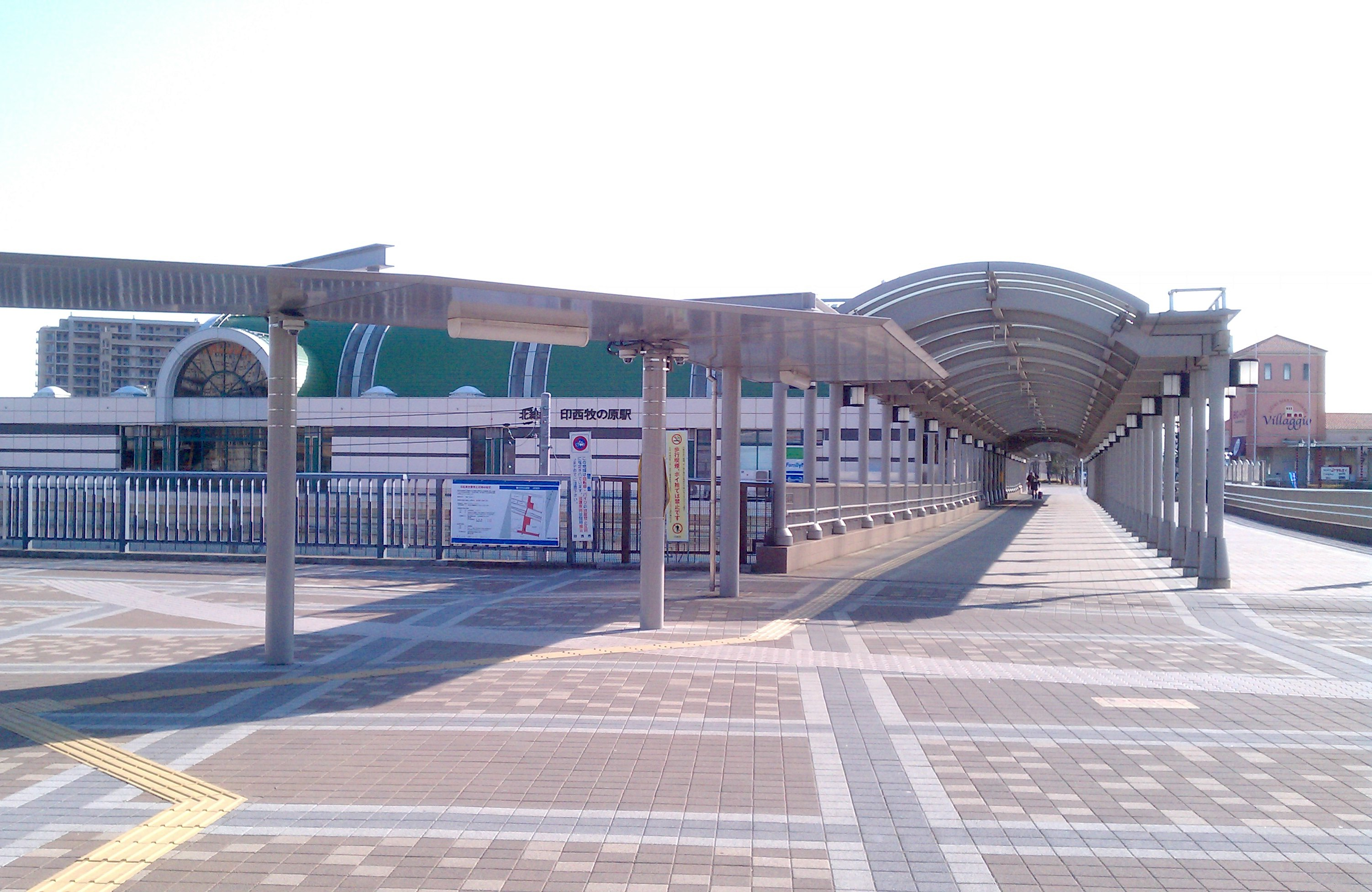
北口（2013年2月）

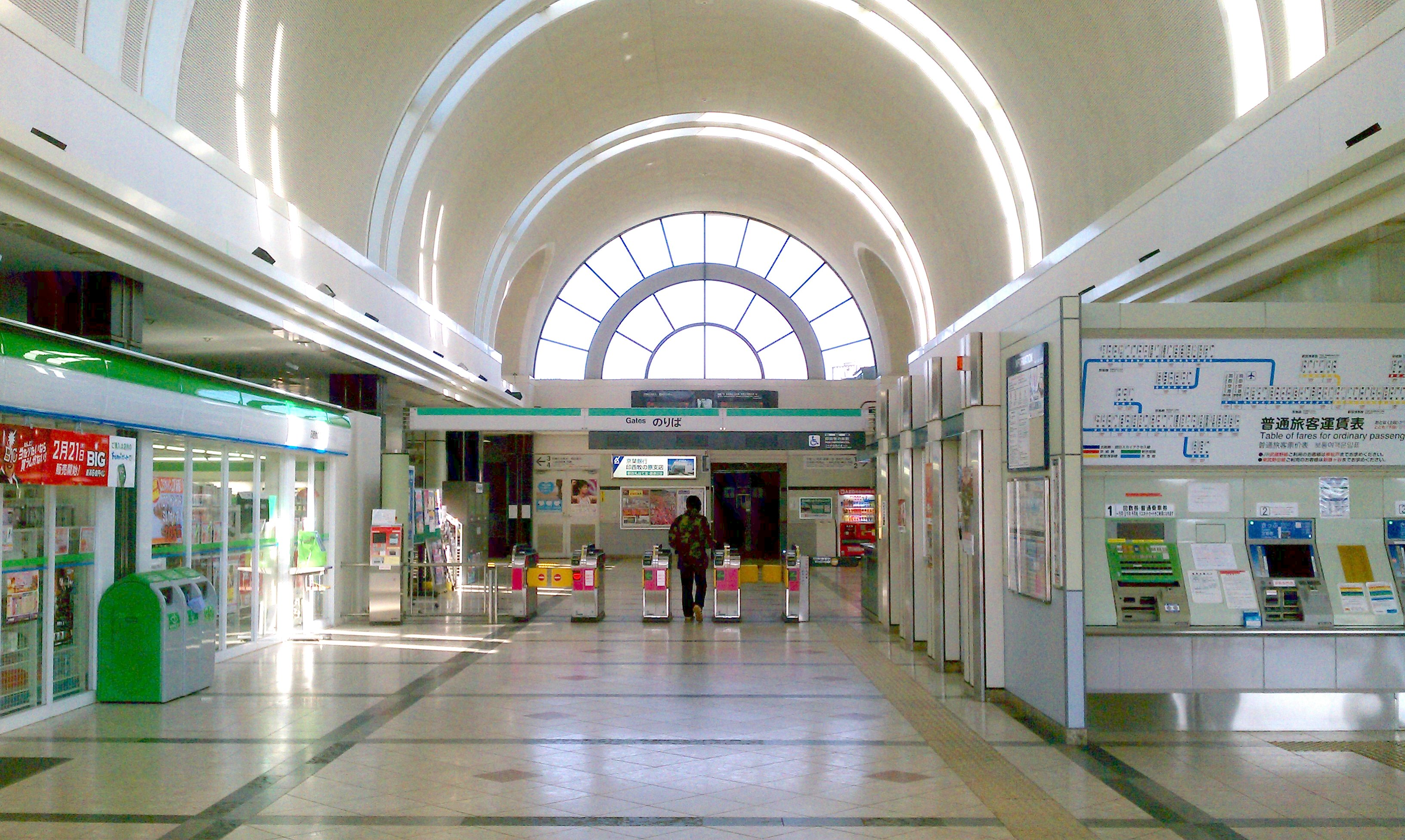
驗票口（2013年2月）

## 年表
- 1995年（平成7年）4月1日 - 開幕。車站開幕當日9100形同時投入服務，車站並發售9100形的紀念車票。首班從該站開出之列車則為7300形。
- 1997年（平成9年）3月 - 滝野地區開始入伙、北出口開放。
- 1998年（平成10年）4月1日 - 被選為關東車站百選第二回選定車站。
- 2000年（平成12年）7月22日 - 本站 - 印旛日本醫大站路段開幕。
- 2007年（平成19年）
  - 9月14日 - 成田機場線動工，路線進行改善工程。當日至翌日早上千葉新城中央到印旛日本醫大的路段暫停營運，由接駁巴士代替服務。
  - 9月26日 - 車站大樓西側連接站前廣場北部和南部的通道落成。
- 2009年（平成21年）2月2日 - 連接大堂及月台的升降機落成。
- 2010年（平成22年）7月17日 - 車站編號系統開始實施，本站編號為HS13。

## 車站
島式月台2面4線的地面車站，設有跨站式站房。
印旛日本醫大站落成前為側式月台2面2線的車站。

### 月台配置
| 月台 | 路線   | 方向 | 目的地                                                   |
| ---- | ------ | ---- | -------------------------------------------------------- |
| 1,2  | 北總線 | 上行 | 新鎌谷、東松戶、高砂、日本橋、西馬込、羽田機場、橫濱方向 |
| 3,4  | 北總線 | 下行 | 印旛日本醫大方向                                         |

## 相鄰車站
北總鐵道
 北總線
■特急、■急行、■普通
千葉新城中央（HS12）－印西牧原（HS13）－印旛日本醫大（HS14）
※急行只限下行運行。

## 外部連結
- 印西牧原站 （页面存档备份，存于） - 北總鐵道